# Hook-and-ladder truck

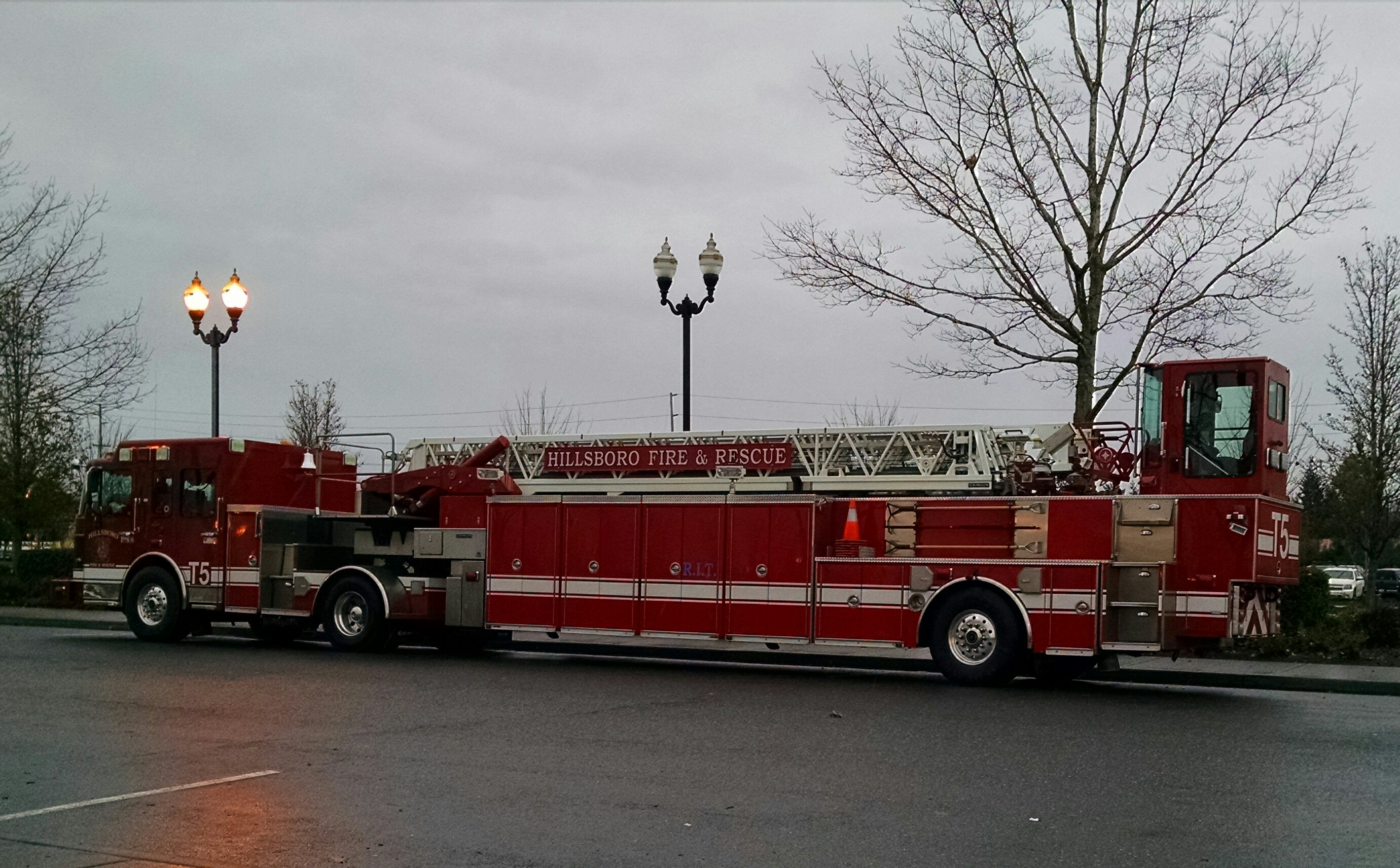
Ein moderner Hook and Ladder Truck

Der Hook-and-ladder truck (deutsch: Haken- und Leiter-LKW), später je nach Ausführung und Verwendung auch als service ladder oder auch als service truck bezeichnet, war ein Sonderfahrzeug der Feuerwehr in den Vereinigten Staaten.
Der Hook-and-ladder truck war speziell für den Transport von Haken- und Anstelleitern sowie Einreißhaken gebaut wurden. Die Leitern befanden sich in Regalen auf dem Fahrzeug und wurden von der Rückseite aus herausgezogen. Der Radstand des Fahrzeugs betrug in der Regel mehr als 6 Meter. Der Hook-and-ladder truck wurden überflüssig, als man anfing, die tragbaren Leitern auf die aerial ladders (ähnlich der Drehleiter) zu verladen. Einzelne Fahrzeuge befinden sich noch im aktiven Dienst.

## Quelle
- Jürgen Kiefer: Feuerwehrfahrzeuge in Amerika. Weltbild Verlag, 1993, ISBN 3-89350-529-6